# Oratorio del Crocifisso (Pavia)
L'oratorio del Crocifisso è un edificio religioso situato a Pavia, in Lombardia.

## Storia
Nel 1564 venne soppressa la parrocchia di San Marziano, già documentata dal 1180, e l'edificio venne demolito, per questa ragione, l'aristocratica famiglia pavese dei Giorgi fondò nel 1570 un piccolo oratorio vicino al luogo in cui sorgeva la chiesa. Nel 1634 il vescovo Fabrizio Landriani affidò l'oratorio alla corporazione degli Orefici, tuttavia, nel 1725 l’oratorio venne soppresso e l’edificio fu destinato a uso civile.